# Pouzols-Minervois
Pouzols-Minervois è un comune francese di 416 abitanti situato nel dipartimento dell'Aude nella regione dell'Occitania.

## Società

### Evoluzione demografica
Abitanti censiti